# 丁德隆
丁德隆（1904年5月24日—1996年2月24日），字冠洲，湖南攸县人，中华民国军事将领，中華民國國軍中将。
1924年进入广州大本营陆军讲武学校学习。1924年11月，因该校被合并而进入黄埔军校第一期就读。毕业后，任教导团与第一军第一师排长、连长、营长等职，参加北伐。1928年任团长，1931年任第一师独立旅旅长，晋升为少将。1936年第一师扩编为国民革命军第一军後，任七十八师师长。在围剿陕北根据地红军时，曾被黄埔军校时的同学左权俘获。
抗日战争中，随胡宗南第一军作战。1940年接替陶峙岳担任第一军中将军长。1942年转任五十七军军长，后升兼第三十八集团军副总司令。1943年升任第三十七集团军总司令；曾擔任第三十四（？）集团军副总司令。
国共内战期间，1947年中山陵哭陵事件擔任主祭，後任西安绥靖公署干部训练团中将副团长；1949年5月人民解放軍攻占西安後，撤退到陝南漢中；11月轉進四川成都，後飛往台灣；递补为国民大会湖南省工会代表，并担任光复大陆设计研究委员会委员。1996年在台北病逝，葬于国军示范公墓。